# Atomaria rubida
Atomaria rubida är en skalbaggsart som beskrevs av Edmund Reitter 1875. Atomaria rubida ingår i släktet Atomaria, och familjen fuktbaggar. Arten är reproducerande i Sverige.